# TOR1B
TOR1B (англ. Torsin family 1 member B) – білок, який кодується однойменним геном, розташованим у людей на 9-й хромосомі. Довжина поліпептидного ланцюга білка становить 336 амінокислот, а молекулярна маса — 37 979.
| 10         |  | 20         |  | 30         |  | 40         |  | 50         |
| ---------- |  | ---------- |  | ---------- |  | ---------- |  | ---------- |
| MLRAGWLRGA |  | AALALLLAAR |  | VVAAFEPITV |  | GLAIGAASAI |  | TGYLSYNDIY |
| CRFAECCREE |  | RPLNASALKL |  | DLEEKLFGQH |  | LATEVIFKAL |  | TGFRNNKNPK |
| KPLTLSLHGW |  | AGTGKNFVSQ |  | IVAENLHPKG |  | LKSNFVHLFV |  | STLHFPHEQK |
| IKLYQDQLQK |  | WIRGNVSACA |  | NSVFIFDEMD |  | KLHPGIIDAI |  | KPFLDYYEQV |
| DGVSYRKAIF |  | IFLSNAGGDL |  | ITKTALDFWR |  | AGRKREDIQL |  | KDLEPVLSVG |
| VFNNKHSGLW |  | HSGLIDKNLI |  | DYFIPFLPLE |  | YRHVKMCVRA |  | EMRARGSAID |
| EDIVTRVAEE |  | MTFFPRDEKI |  | YSDKGCKTVQ |  | SRLDFH     |  |            |

A: Аланін

C: Цистеїн

D: Аспарагінова кислота

E: Глутамінова кислота

F: Фенілаланін

G: Гліцин

H: Гістидин

I: Ізолейцин

K: Лізин

L: Лейцин

M: Метіонін

N: Аспарагін

P: Пролін

Q: Глутамін

R: Аргінін

S: Серин

T: Треонін

V: Валін

W: Триптофан

Кодований геном білок за функціями належить до шаперонів, гідролаз. 
Білок має сайт для зв'язування з АТФ, нуклеотидами. 
Локалізований у ядрі, мембрані, ендоплазматичному ретикулумі.